# Alcis tenera
Alcis tenera là một loài bướm đêm trong họ Geometridae.